# Team 10
Team 10 (locuzione in lingua inglese, scritta anche team X, che significa letteralmente gruppo 10, pronuncia ti:m ten) è un organismo, intenzionalmente non strutturato, che ebbe il compito di organizzare gli incontri di un gruppo prevalentemente formato da architetti, col fine di discutere ed elaborare idee e documenti congiunti sull'architettura e l'urbanistica.

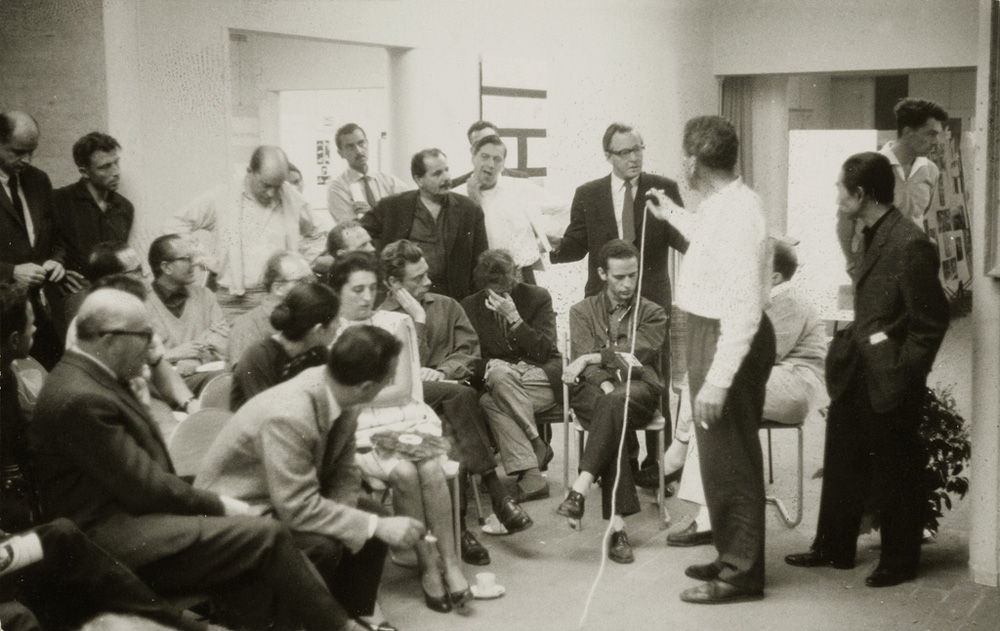
Otterlo Meeting 1959 organizzato dal Team 10 (insieme al CIAM del '59), 43 partecipanti. Luogo d'incontro : Kröller-Müller Museum, nel Hoge Veluwe National Park

## Storia
Vista la natura informale del team 10 non è sempre facile ricostruirne le vicende storiche. Le fasi del gruppo si possono sintetizzare tre periodi.

### I fase: i presupposti
Il team 10 è nato nell'ambito degli ultimi CIAM (Congrès Internationaux d'Architecture Moderne); in particolare il gruppo ha iniziato a concretizzarsi nel 1953 allorché alcuni giovani architetti ricevettero il compito di organizzare il prossimo congresso, il decimo CIAM di Ragusa (Dubrovnik) del 1956 (da qui il numero 10 del nome). Dopo tale congresso alcuni di questi architetti formarono il comitato per organizzare l'undicesimo CIAM ad Otterlo nel 1959, che sancì la fine del glorioso organismo.

### II fase: la nascita del gruppo e gli anni '60
A ridosso di quest'ultimo evento si ebbe il primo incontro tenuto sotto il nome team 10 a Bagnols-sur-Cèze nel 1960. 
Successivamente si aprì una fase fondativa, con l'elaborazione di documenti in cui si fissavano i principi e si stabilivano temi di ricerca. Nel 1962 ci fu la prima organica pubblicazione: il Team 10 Primer. A questa fase corrispose il tentativo di allargamento del gruppo, con l'obiettivo di ricostituire, su nuove basi, l'ampia esperienza dei CIAM. Questa fase si chiuse con una crisi dovuta sia a tensioni interne, sia all'emegere delle tensioni esterne determinate dal fenomeno conosciuto come contestazione giovanile o il '68.

### III fase: gli anni '70
Dopo la crisi il gruppo riprese su base ristretta, con incontri tra architetti fortemente legati da una unità di intenti. Gli incontri del gruppo rappresentarono un momento di scambio sui progetti realizzati dai singoli architetti, che nel frattempo erano usciti dalla condizione di giovani architetti per entrare nella maturità. Particolare rilevanza ebbero le occasioni didattiche quali l'ILAUD di Giancarlo De Carlo e alcune occasioni progettuali.
L'ultimo "meeting" fu a Bonnieux (Francia).
La fine del team 10 è convenzionalmente fissata con la morte di Jaap Bakema, nel 1981, l'unico architetto ad essere presente a tutti gli incontri.

## Membri del team 10
Team 10 non ebbe alcuna forma regolare di iscrizione, conseguentemente l'appartenenza al gruppo si può stabilire in base agli incontri del gruppo avvenuti negli anni. I partecipanti a questi incontri furono diversi . 
Tuttavia si può riconoscere un gruppo ristretto che mantenne una presenza costante; tale gruppo fu formato da:
- Jacob B. Bakema, Paesi Bassi
- Giancarlo De Carlo, Italia
- Georges Candilis, Grecia
- Aldo van Eyck, Paesi Bassi
- Peter e Alison Smithson, Regno Unito
- Shadrach Woods, USA/Francia

Al primo incontro erano presenti anche Charles Polonyi, Jerzy Soltan, Stefan Wewerka, che ebbero molteplici partecipazioni. Altri architetti presenti in varie occasioni furono: Jose A. Coderch, Ralph Erskine, Herman Hertzberger, Guillermo Jullian de la Fuente, Reima Pietilä. Ancora altri architetti furono presenti ad alcuni incontri, tra essi si ricordano i nomi di Christopher Alexander, Fumihiko Maki, Jean Prouvé, Kenzō Tange, James Stirling, tra gli italiani si citano Ignazio Gardella e Gino Valle.

## L'eredità del "team 10"
Si può parlare di una linea di pensiero espressione del team 10?
La risposta è certamente complessa, in particolar modo per le prime fasi in cui il gruppo si pose come un sistema aperto a diversi contributi.
Si pensi che c'è un solo manifesto del gruppo – il Manifesto di Doorn del 1953 – che fu preparato prima che il gruppo si formalizzasse, ancora nell'ambito dei CIAM.
In ogni caso si possono sinteticamente indicare i seguenti punti, quali conduttore comune dei membri del gruppo:
- la ricerca di un nuovo funzionalismo che evolva alcuni aspetti ritenuti astratti del Movimento Moderno; il nuovo funzionalismo doveva prendere maggiormente in considerazione le esigenze sociali dell'individuo, superando una concezione meccanicista della società;
- una nuova tensione morale che afferma, o riafferma, la necessità di una visione a lungo raggio; secondo tale considerazione il gruppo non ripugnò l'utopia, se non in quanto fuga dal presente; il gruppo vide nell'utopia un modo di proiettare il futuro, anche prossimo, che tenesse conto di ampie articolazioni della realtà; infatti per il team 10 l'obiettivo non è teorizzare ma costruire, in quanto solo la con-struzione può realizzare una utopia del presente (da Aim of team 10 1968, trad. a cura del redattore);
- la ricerca di una nuova contestualità del progetto, e quindi anche di un nuovo rapporto con la storia, che superi quell'idea prevalente prima della II guerra mondiale, circa la necessità di una tabula rasa del passato.

Il team 10 rappresentò contemporaneamente la critica ai principi dei CIAM e un tentativo della loro attualizzazione. I membri di questo gruppo si sono mossi all'interno del solco del Movimento Moderno e costituiscono l'asse portante di quella che viene definita la Terza Generazione degli architetti moderni.